# Fjórðungsháls
Fjórðungsháls är en kulle i republiken Island. Den ligger i regionen Austurland, 300 km öster om huvudstaden Reykjavík. Toppen på Fjórðungsháls är 664 meter över havet. Fjórðungsháls ingår i Álftavatnshæðir.
Trakten runt Fjórðungsháls är nära nog obefolkad, med mindre än två invånare per kvadratkilometer. Det finns inga samhällen i närheten. Trakten runt Fjórðungsháls består i huvudsak av gräsmarker.